# Lasto altxatze
 (février 2023).
Si vous disposez d'ouvrages ou d'articles de référence ou si vous connaissez des sites web de qualité traitant du thème abordé ici, merci de compléter l'article en donnant les références utiles à sa vérifiabilité et en les liant à la section « Notes et références ».
Lasto altxatzea est le nom basque d'une discipline de sport rural basque, variante du Lancer de botte de paille, qui est pratiqué dans les territoires du Pays basque. Cela consiste à lever manuellement avec aide d'une poulie, une balle de paille de cent kilogrammes à trois ou quatre mètres de hauteur, en un temps limité, le plus de fois possible.

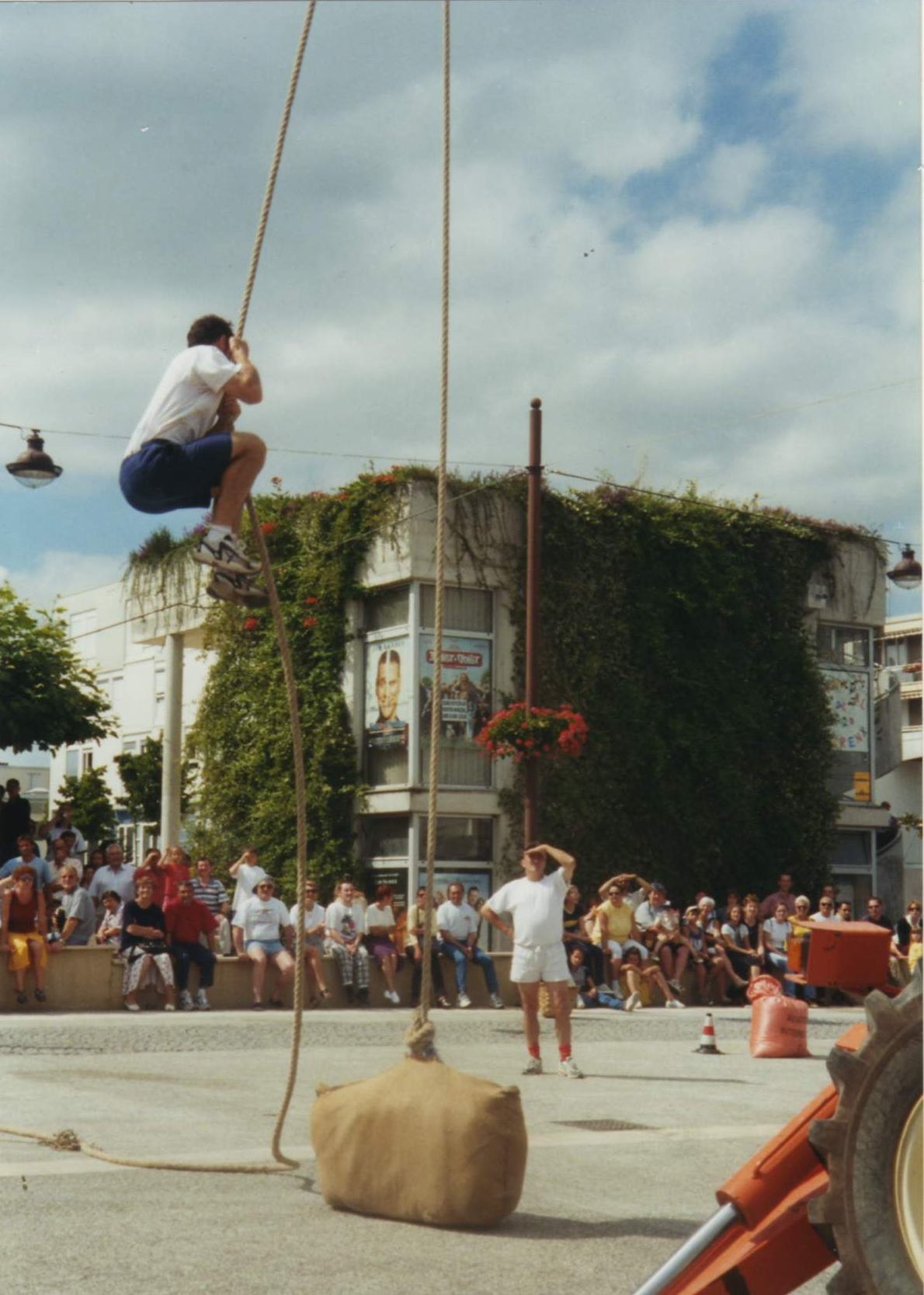
Lever de botte de paille à Mourenx (Pyrénées-Atlantiques).

Le spécialiste de cette discipline est le Lasto altxari (littéralement leveur de botte).